# Supercopa de Europa 1982
La Supercopa de Europa 1982 fue la 8.ª edición de la competición, que se disputaba anualmente entre los ganadores de la Copa de Europa y de la Recopa de Europa. El trofeo se disputó entre el Aston Villa (vencedor de la Copa de Europa 1981-82) y el Barcelona (vencedor de la Recopa de Europa 1981-82) a doble partido los días 19 de enero y 26 de enero de 1983. El primer encuentro, disputado en Barcelona, acabó con victoria del Barcelona por un 1 a 0, mientras el segundo encuentro, disputado en Birmingham, acabó 1 a 0 en el tiempo reglamentario para el equipo local, provocando así la prórroga, tras la cual quedaría 3 a 0, resolviéndose por un global de 3 goles a 1, la victoria para el Aston Villa y su primera Supercopa de Europa.
| Bandera de España   | Resultado global 1–3 | Bandera de Inglaterra |
| F. C. Barcelona 1 0 | Resultado global 1–3 | Aston Villa F. C. 0 3 |
| ------------------- | -------------------- | --------------------- |

## Equipos participantes
| Aston Villa F. C. |  | Inglaterra |  | Campeón de la Copa de Europa (1981-82)   |
| F. C. Barcelona   |  | España     |  | Campeón de la Recopa de Europa (1981-82) |

## Detalles de los encuentros

### Ida
| 1          | POR        | Javier Urruticoechea |     |
| 2          | DEF        | Tente Sánchez        |     |
| 3          | DEF        | José Ramón Alexanko  |     |
| 4          | DEF        | Julio Alberto        |     |
| 5          | DEF        | Migueli              |     |
| 6          | MED        | Periko Alonso        | 76' |
| 7          | MED        | Víctor Muñoz         |     |
| 8          | MED        | Bernd Schuster       |     |
| 9          | DEL        | Marcos Alonso        |     |
| 10         | DEL        | Quini                | 70' |
| 11         | DEL        | Lobo Carrasco        |     |
| Entrenador | Entrenador | Udo Lattek           |     |

| 1          | POR        | Nigel Spink     |     |
| 2          | DEF        | Mark Jones      | 37' |
| 3          | DEF        | Allan Evans     |     |
| 4          | DEF        | Gary Williams   |     |
| 5          | DEF        | Ken McNaught    |     |
| 6          | MED        | Dennis Mortimer |     |
| 7          | MED        | Des Bremner     |     |
| 10         | MED        | Gordon Cowans   |     |
| 11         | MED        | Tony Morley     |     |
| 8          | DEL        | Gary Shaw       |     |
| 9          | DEL        | Peter Withe     |     |
| Entrenador | Entrenador | Tony Barton     |     |

| 12 | MED | Pichi Alonso | 70' |
| 13 | MED | Urbano       | 76' |

| 12 | MED | Colin Gibson | 37' |

| Anotado | 52' | Marcos Alonso | 1-0 |

| Árbitro | Bruno Galler |

| 1          | POR        | Javier Urruticoechea |     |
| 2          | DEF        | Tente Sánchez        |     |
| 3          | DEF        | José Ramón Alexanko  |     |
| 4          | DEF        | Julio Alberto        |     |
| 5          | DEF        | Migueli              |     |
| 6          | MED        | Periko Alonso        | 76' |
| 7          | MED        | Víctor Muñoz         |     |
| 8          | MED        | Bernd Schuster       |     |
| 9          | DEL        | Marcos Alonso        |     |
| 10         | DEL        | Quini                | 70' |
| 11         | DEL        | Lobo Carrasco        |     |
| Entrenador | Entrenador | Udo Lattek           |     |

| 1          | POR        | Nigel Spink     |     |
| 2          | DEF        | Mark Jones      | 37' |
| 3          | DEF        | Allan Evans     |     |
| 4          | DEF        | Gary Williams   |     |
| 5          | DEF        | Ken McNaught    |     |
| 6          | MED        | Dennis Mortimer |     |
| 7          | MED        | Des Bremner     |     |
| 10         | MED        | Gordon Cowans   |     |
| 11         | MED        | Tony Morley     |     |
| 8          | DEL        | Gary Shaw       |     |
| 9          | DEL        | Peter Withe     |     |
| Entrenador | Entrenador | Tony Barton     |     |

| 12 | MED | Pichi Alonso | 70' |
| 13 | MED | Urbano       | 76' |

| 12 | MED | Colin Gibson | 37' |

| Anotado | 52' | Marcos Alonso | 1-0 |

| Árbitro | Bruno Galler |

### Vuelta
| 1          | POR        | Nigel Spink   |      |
| 2          | DEF        | Gary Williams |      |
| 3          | DEF        | Colin Gibson  |      |
| 4          | DEF        | Allan Evans   |      |
| 5          | DEF        | Ken McNaught  |      |
| 6          | MED        | Andy Blair    |      |
| 7          | MED        | Des Bremner   |      |
| 10         | MED        | Gordon Cowans |      |
| 11         | MED        | Tony Morley   | 71'  |
| 8          | DEL        | Gary Shaw     | 114' |
| 9          | DEL        | Peter Withe   |      |
| Entrenador | Entrenador | Tony Barton   |      |

| 1          | POR        | Javier Urruticoechea |     |
| 2          | DEF        | Tente Sánchez        |     |
| 3          | DEF        | Migueli              |     |
| 4          | DEF        | Julio Alberto        |     |
| 6          | DEF        | José Ramón Alexanko  |     |
| 5          | MED        | Periko Alonso        |     |
| 8          | MED        | Bernd Schuster       |     |
| 9          | MED        | Urbano               |     |
| 10         | MED        | Víctor Muñoz         |     |
| 7          | DEL        | Marcos Alonso        |     |
| 11         | DEL        | Lobo Carrasco        | 29' |
| Entrenador | Entrenador | Udo Lattek           |     |

| 12 | MED | Mark Walters | 71'  |
| 14 | MED | Paul Birch   | 114' |

| 14 | DEF | Manolo | 55' |     |
| 16 | DEL | Quini  | 29' | 55' |

| Anotado | 79'  | Gary Shaw     | 1-0 |
| Anotado | 100' | Gordon Cowans | 2-0 |
| Anotado | 104' | Ken McNaught  | 3-0 |

| Amonestado | 39' | Colin Gibson |
| Amonestado | 50' | Ken McNaught |
| Amonestado | 77' | Allan Evans  |

| Amonestado | 9'   | Julio Alberto       |
| Amonestado | 37'  | Urbano              |
| Amonestado | 58'  | José Ramón Alexanko |
| Amonestado | 78'  | Bernd Schuster      |
| Amonestado | 101' | Urruti              |
| Amonestado | 104' | Manolo              |
| Amonestado | 114' | Periko Alonso       |

| Otorgado · Otorgado otra vez · Expulsado | 114' | Allan Evans |

| Otorgado · Otorgado otra vez · Expulsado | 53'  | Julio Alberto |
| Expulsado                                | 105' | Marcos Alonso |

| Árbitro | Alexis Ponnet |

| 1          | POR        | Nigel Spink   |      |
| 2          | DEF        | Gary Williams |      |
| 3          | DEF        | Colin Gibson  |      |
| 4          | DEF        | Allan Evans   |      |
| 5          | DEF        | Ken McNaught  |      |
| 6          | MED        | Andy Blair    |      |
| 7          | MED        | Des Bremner   |      |
| 10         | MED        | Gordon Cowans |      |
| 11         | MED        | Tony Morley   | 71'  |
| 8          | DEL        | Gary Shaw     | 114' |
| 9          | DEL        | Peter Withe   |      |
| Entrenador | Entrenador | Tony Barton   |      |

| 1          | POR        | Javier Urruticoechea |     |
| 2          | DEF        | Tente Sánchez        |     |
| 3          | DEF        | Migueli              |     |
| 4          | DEF        | Julio Alberto        |     |
| 6          | DEF        | José Ramón Alexanko  |     |
| 5          | MED        | Periko Alonso        |     |
| 8          | MED        | Bernd Schuster       |     |
| 9          | MED        | Urbano               |     |
| 10         | MED        | Víctor Muñoz         |     |
| 7          | DEL        | Marcos Alonso        |     |
| 11         | DEL        | Lobo Carrasco        | 29' |
| Entrenador | Entrenador | Udo Lattek           |     |

| 12 | MED | Mark Walters | 71'  |
| 14 | MED | Paul Birch   | 114' |

| 14 | DEF | Manolo | 55' |     |
| 16 | DEL | Quini  | 29' | 55' |

| Anotado | 79'  | Gary Shaw     | 1-0 |
| Anotado | 100' | Gordon Cowans | 2-0 |
| Anotado | 104' | Ken McNaught  | 3-0 |

| Amonestado | 39' | Colin Gibson |
| Amonestado | 50' | Ken McNaught |
| Amonestado | 77' | Allan Evans  |

| Amonestado | 9'   | Julio Alberto       |
| Amonestado | 37'  | Urbano              |
| Amonestado | 58'  | José Ramón Alexanko |
| Amonestado | 78'  | Bernd Schuster      |
| Amonestado | 101' | Urruti              |
| Amonestado | 104' | Manolo              |
| Amonestado | 114' | Periko Alonso       |

| Otorgado · Otorgado otra vez · Expulsado | 114' | Allan Evans |

| Otorgado · Otorgado otra vez · Expulsado | 53'  | Julio Alberto |
| Expulsado                                | 105' | Marcos Alonso |

| Árbitro | Alexis Ponnet |

|                           |
| Bandera de Inglaterra     |
| Campeón Aston Villa F. C. |
| 1.er Título               |